# Гуцульська бринза

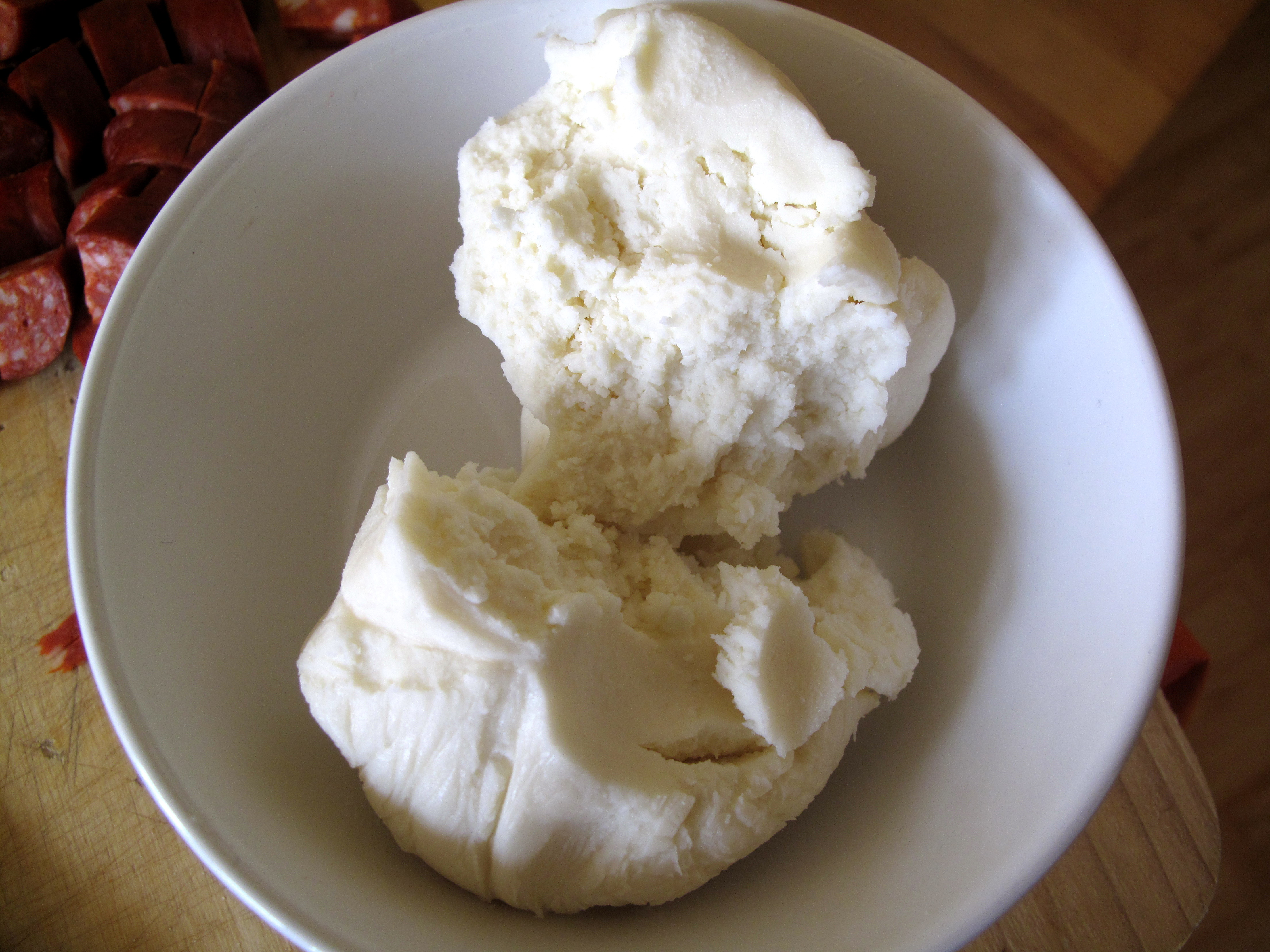
Бринза

Гуцульська бринза (гуцульська овеча бриндзя) — продукт виробництва вівчарської та скотарської галузі України, що має статус географічно визначеного продукту в Україні. Гуцульська бринза виробляється на Гуцульщині декілька століть та ї невід'ємною частиною гуцульської кухні та культури.

## Опис

### Гуцульська овеча бриндзя
Гуцульська овеча бриндзя — перше українське географічне зазначення, що відповідає українським вимогам і має право на визнання в ЄС. Заявку на отримання цього статусу подала Громадська спілка «Асоціація виробників традиційних карпатських високогірних сирів»   у 2018 році. Свідоцтво про реєстрацію видане ІР Офісом 11.11.2019 під номером 3117 згідно з Законом України «Про охорону прав на зазначення та походження товарів». 
Гуцульська овеча бриндзя — це столовий сир, не підданий готуванню, вироблений з овечого молока у кількості не менше 80 %, із можливістю додавання не більше 20 % коров'ячого або козиного молока. Для виробництва сира використовується молоко української гірсько-карпатської вівці (не менше ніж 80 %), яка випасається на високогірних літніх пасовищах - полонинах українських Карпат. Свідоцтво на географічне зазначення 
Етнографічний район «Гуцульщина», тобто зона виробництва гуцульської овечої бринзи охоплює території Закарпатської області Богородчанського, Верховинського, Долинського, Косівського, Надвірнянського і Рожнятівського районів, Яремчанської та Болехівської міських рад Івано-Франківської області, Путильського, Сторожинецького і Вижницького районів Чернівецької області України. 

### Гуцульська бринза з коров'ячого молока
Гуцульська бринза з коров'ячого молока стала другим українським зареєстрованим географічним зазначенням харчовим продуктом після гуцульської овечої бриндзі. Заявку на отримання цього статусу подала Громадська спілка «Асоціація карпатських ватагів» у 2019 році. Свідоцтво про реєстрацію видане ІР Офісом 12.10.2020 під номером 3118 згідно з Законом України «Про охорону прав на зазначення та походження товарів». 
Гуцульська коров’яча бриндза — це столовий сир, не підданий готуванню, вироблений з коров'ячого молока у кількості не менше 70 %, із можливістю додавання не більше 30 % овечого або козиного молока. Для виробництва сиру використовується молоко від місцевих гірських порід корів[....], від молочного стада місцевих гірських порід овець [...] або гірських кіз [...], які випасаються на високогірних літніх пасовищах - полонинах українських Карпат. Свідоцтво на географічне зазначення 
Серед умов, які мають дотримуватись виробники гуцульської коров'ячої бринзи: випасання корів вище від 700 метрів над рівнем моря, без використання комбікормів та дотримання старовинних рецептів та технології. Територія географічного зазначення гуцульської коров'ячої бринзи  — Івано-Франківська та Закарпатська області, Путильський, Вижницький та Сторожинецький райони Чернівецької області.

## Виробництво

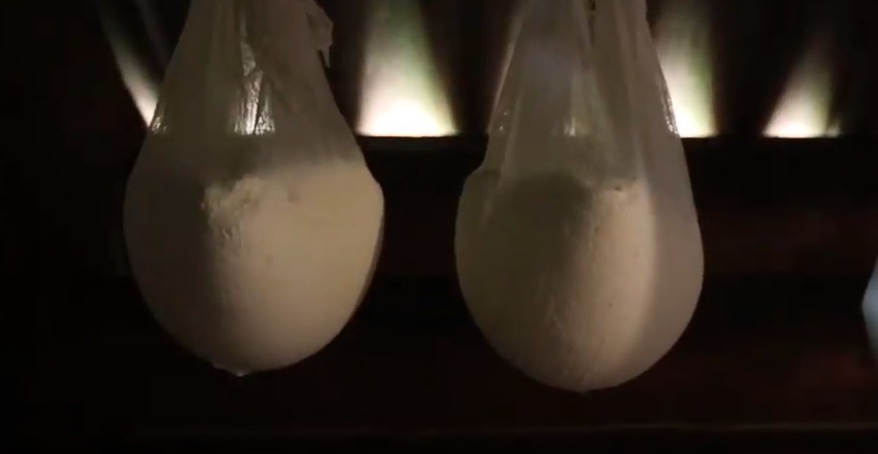
Будз

Свіжоздоєне молоко фільтрують через марлю, на яку покладені свіжі гілки ялини, переливають молоко в дерев’яну бочку “путеру” і додають до молока натуральний сичужний фермент – “кляг” або “ґлєґ”. Ґлєґ виробляють заздалегідь із шлунка молодого теляти або ягняти. Під дією ферменту молоко згортається – “зґлєжується” і утворюється сирний згусток. Зґлєджене молоко переміщується, сир відділяється від сироватки (жентиці). Зібраний сир на марлі, підвішують, щоб стекла сироватка. Цей сир називається будз, Відціджений від сироватки будз дозріває щонайменше 6 днів, потім його перетирають із сіллю, набивають в дерев’яні бочки – бербениці – та зберігають.  Похідним від продуктів виготовлення бриндзи є сир вурда, яку виготовляють із відпрацьованої сироватки методом її повторної коагуляції.

## Характеристика
Для жителів  Гуцульщини  бриндзя – одна з головних страв, її вважають третім хлібом, після хліба, кулеша та баноша. Сир виготовляють за традиціями XV ст. з молока овець, що випасають на гірських полонинах. Місцеве населення «Гуцульщини» зберігає вміння виробництва бриндзи і передає його з покоління в покоління. 
Вживається як закуска, як складник в овочевих стравах, для начинки пирогів та вареників, до м’ясних страв та супів. Гарнір до страв з бринзою – смажена цибуля, часник, баклажани, пшеничний хліб, картопля. 
Бринза з овечого молока має насичений смак та біло-жовтуватий колір, багата органічними кислотами, вітамінами та мінеральними речовинами, є антиоксидантом, покращує травлення, регулює кількість цукру в крові.

## Визнання
В Рахові Закарпатської області щорічно проводиться фестиваль "Гуцульська бриндзя". 
У Колочаві, Міжгірський район Закарпаття є пам’ятник вівчареві з маленькою овечкою. 